# کیولیس
کیولیس (فرانسوی: Keolis‎) بزرگترین شرکت خصوصی ترابری در فرانسه است.
این شرکت که در سال ۲۰۰۱ تأسیس شده در زمینه ترابری ریلی مسافری، تراموا، اتوبوس‌رانی و خدمات هواپیمایی فعالیت می‌کند و مقر اصلی آن در  پاریس است. هفتاد درصد سهام شرکت کیولیس متعلق به شرکت اس‌ان‌سی‌اف است.

## نگارخانه

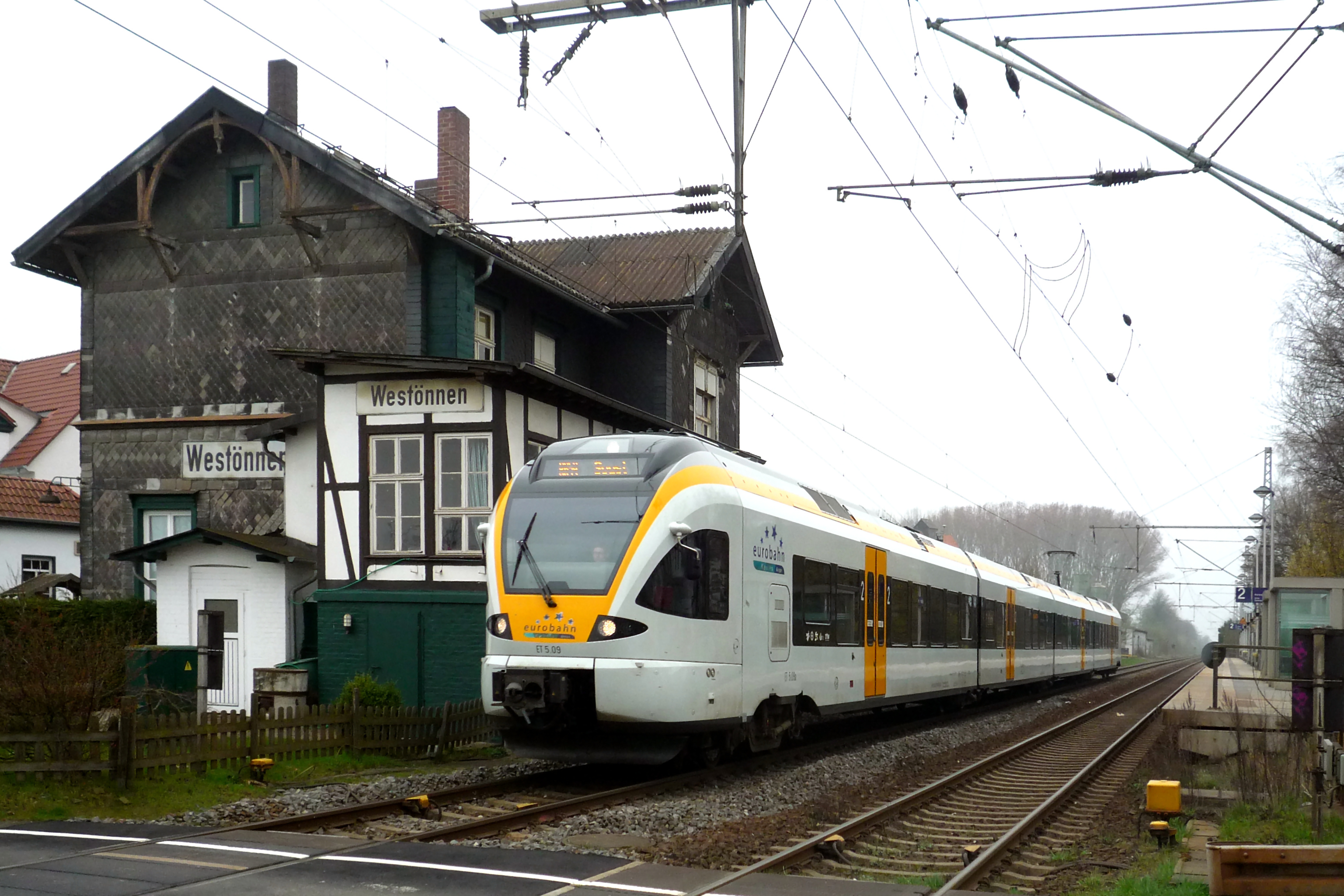
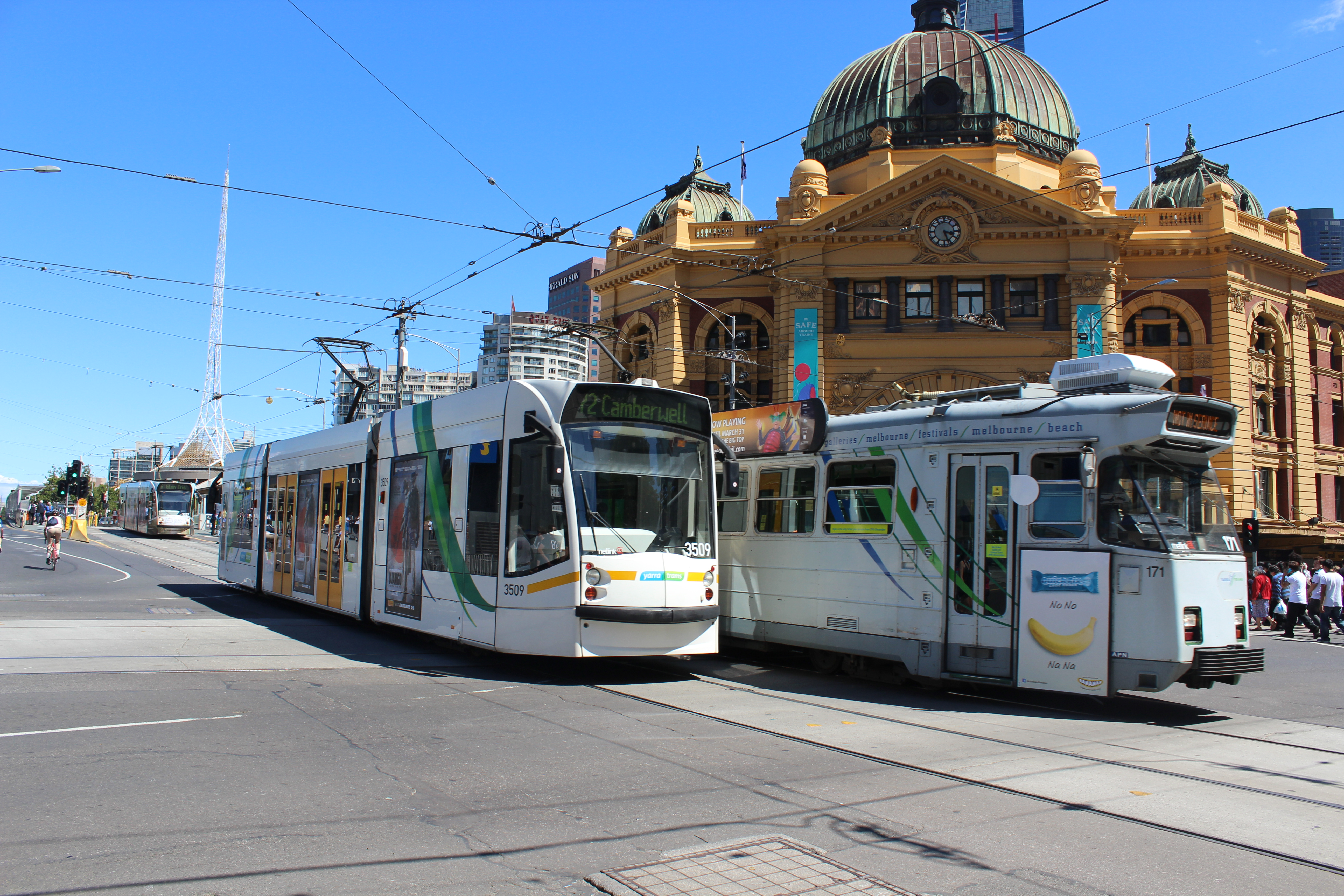
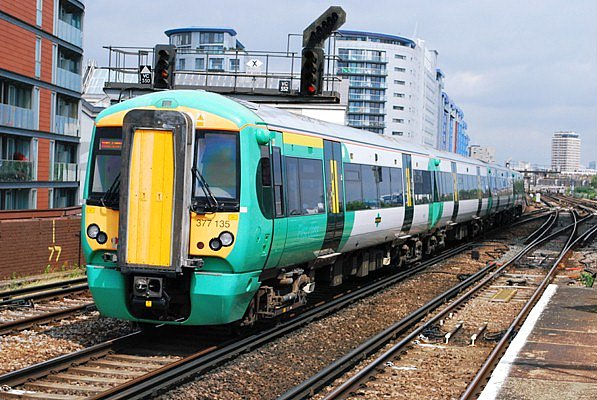